# Карл Людвіг фон Фікельмон
Карл Людвіг, граф Фікельмон (Німецька: [ˈfɪkɛlˌmɔnt]; фр. Charles-Louis comte de Ficquelmont; 23 березня 1777 — 7 квітня 1857) — австрійський аристократ, державний діяч і фельдмаршал австрійської імперської армії французького дворянського походження.

## Біографія

### Французький аристократ
Він народився як Габріель-Шарль-Луї-Боннавентюр, граф де Фікельмон у замку Дьєз, у маєтку своєї родини в сучасному французькому департаменті Мозель. Член знатної родини з Лотарингії, яка походить з XIV століття (дім Фікельмона), він був представлений королю Людовіку XVI у Версалі в 1789 році.
Лише через кілька місяців почалася Французька революція. Його родина, як аристократи, була мішенню революції; кілька його родичів були обезголовлені, а багато їхніх маєтків було конфісковано під час епохи терору. Фікельмон вирішив приєднатися до «Армії принців», яка боролася проти французьких революціонерів.

### Військова служба
У 1793 році Фікельмон вступає на військову службу Габсбурзької монархії. Фікельмон брав участь у всіх австрійських кампаніях під час Французьких революційних та Наполеонівських війн і вважався блискучим військовим офіцером. 1809 року він отримав звання оберста і був призначений начальником штабу ерцгерцога Фердинанда Карла Йосифа Австрійсько-Есте. У 1811 і 1812 роках він очолював війська в Іспанії, де його перемоги привернули увагу імператора Наполеона I, який марно намагався його завербувати. У 1814 році він був підвищений до звання генерал-майора, а через кілька місяців спричинив капітуляцію Ліона.
У наступні десятиліття Фікельмон продовжив кар'єрне зростання в імперській австрійській армії, досягнувши таких звань:
- 1830: фельдмаршал-лейтенант
- 1831: генерал драгунів
- 1840—1848: державний міністр і міністр конференцій, відповідальний за імператорську армію
- 1843: генерал-фельдмаршал

### Австрійський дипломат
У 1815 році завдяки його вірчим грамотам талановитого військового офіцера, вірного Габсбургам, Фікельмона запросили працювати австрійським дипломатом.
Коли війна шостої коаліції закінчилася, його відправили до Стокгольма спеціальним послом Австрії у Швеції. Фікельмон мав налагодити відносин між Австрією та новообраним спадкоємцем шведського престолу та колишнім французьким генералом Карлом XIV Юханом, щоб мати союзника під час Віденського конгресу. Виконавши місію успішно, він поклав початок своїй дипломатичній кар'єрі.
Після падіння Наполеона Австрійська імперія прагнула встановити контроль над Італією та багатьма іншими країнами. У 1820 році Фікельмон був призначений послом до Тоскани та Лукки, щоб посилити австрійський вплив на великого герцога Тоскани Фердинанда III. У Флоренції він познайомився зі своєю майбутньою дружиною, російською графинею Доллі фон Тізенгаузен.
У 1821 році він був призначений послом у Королівстві Обох Сицилій в розпал політичної кризи, яка сталася після революції карбонаріїв 1820 року. У липні 1820 року в Неаполі спалахнуло військове повстання, яке змусило їхнього короля підписати конституцію, засновану на моделі іспанської Конституції 1812 року. Священний союз побоювався, що повстання може поширитися на інші італійські держави та перетворитися на загальноєвропейську, тому Австрія послала армію до Неаполя, щоб відновити порядок. 7 березня 1821 року австрійська армія розбила неаполітанців під Рієті й увійшла до Неаполя. Фікельмона було направлено керувати наступною окупацією. Невдовзі він отримав величезний вплив на короля Обох Сицилій Фердинанда I та неаполітанську еліту та практично керував королівством, забезпечуючи контроль над внутрішньою та зовнішньою політикою. Перебуваючи в Неаполі, Фікельмон був визнаний головним дипломатом Австрії за його політичну тонкість, а також його соціальні навички. «Особистість графа де Фікельмона складається з німецької серйозності, італійської тонкості, але, перш за все, вона складається з неймовірної французької дворянської дотепності 18-го століття».
У 1829 році Фікельмон був призначений спеціальним послом Австрії в Росії. Дружина Фікельмона, графиня Доллі фон Тізенхаузен, була спадкоємицею відомого роду Тізенгаузенів, а також онукою князя Михайла Кутузова і мала вплив на політику імператора Миколи I. Особняк Салтикова, який був австрійським посольством, описували як «місце мудрості та розуму» і як «…місце розташування двох найвидатніших салонів того періоду (1830-ті роки), якими керувала дружина Фікельмона.». На знак своєї вдячності та за тривалу працю імператор Микола I нагородив його орденами Андрія Первозванного, Святого Олександра Невського, Святого Володимира та Святої Анни.

### Австрійський державний діяч
У 1839 році Фікельмона було відкликано до Відня для виконання обов'язків Форин-офісу під час відсутності принца Меттерніха.
У 1840 році він був призначений міністром держави та конференцій, а також начальником штабу австрійської імперської армії. Фікельмон став не тільки правою рукою князя Клемента фон Меттерніха, а й офіційно другим за статусом державним діячем країни: «Граф де Фікельмон стоїть відразу за або поруч із принцом Меттерніхом … Кожна конференція починається графом де Фікельмоном і закінчується князем Меттерніхом».
Повернувшись до Відня, Фікельмони стали одними з найвидатніших світських діячів імператорського двору. „Салон графа де Фікельмона є найвишуканішим, найерудованішим, найуважнішим і найулюбленішим у Відні“. 1841 року донька Фікельмона, графиня Єлизавета Александріна, стала дружиною принца Едмунда фон Кларі-унд-Алдрінгена, спадкоємця одного з найвидатніших княжих родів Австрійської Імперії.
1847 року Фікельмона було направлено до Мілана як виконувача обов'язків канцлера Ломбардо-Венеційського королівства та старшого радника її віцекороля, ерцгерцога Австрійського Райнера Йозефа. Опозиція австрійського правління зростала, і Фікельмона було призначено відновити довіру населення, одночасно перейнявши управління Північною Італією. Лише через кілька місяців він повернувся до Відня, щоб очолити Військову раду, коли почалася революція 1848 року.

### Міністр-президент Австрійської імперії

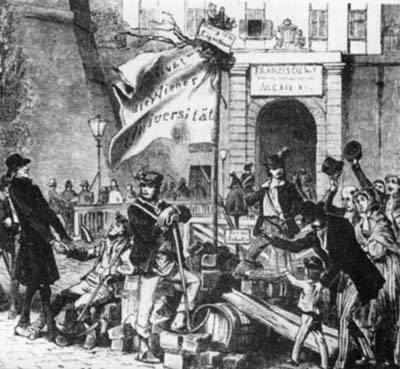
Віденські студенти, 13 березня 1848 р.

Поки тривала революція в Австрійській імперії 1848 року, Фікельмон зіграв важливу політичну роль. З початку 1848 року до 13 березня він очолював Гофкрігсрат (Придворну військову раду). 13 березня принц Клемент фон Меттерніх подав у відставку і втік з країни. Потім Фікельмон виконував його обов'язки до 17 березня, коли граф Франц Антон фон Коловрат був призначений міністром-президентом. З 17 березня до падіння кабінету Коловрата 3 квітня Фікельмон очолював міністерство закордонних справ і військове міністерство.
4 квітня 1848 року Фікельмон став міністром-президентом імперії. Однак вже 4 травня через його тісні зв'язки з «системою Меттерніха» та російським царем Миколою I народні настрої проти нього змусили його піти у відставку. У цей бурхливий період, його дружина графиня Доллі Фікельмон, яка в той час перебувала в їхньому венеціанському палаці, була двічі заарештована венеціанською цивільною гвардією і врешті втекла з міста на борту англійського корабля разом зі своєю дочкою, сином зятя та онуками. Крім того, родич Фікельмона у військовому міністерстві, граф Теодор Франц Бейє фон Латур, був лінчований під час Віденського повстання в жовтні 1848 року.

### Подальше життя
Після закінчення австрійських революцій Фікельмон відмовився від політичної кар'єри та присвятив себе написанню та публікації кількох політичних есе, які отримали широке визнання в Європі.
- Німеччина, Австрія та Пруссія[12], виданий у Відні в 1851 році
- Лорд Пальмерстон, Англія і континент[13], опублікований у Відні в 1852 році
- Релігійна сторона східного питання[14] і Політика Росії та Дунайського князівства[15] видані у Відні в 1854 р.
- Майбутній мир: справа сумління[16] опублікована у Відні в 1856 році
- Моральні та політичні думки графа де Фікельмона, державного міністра Австрії[17], опубліковані посмертно в Парижі в 1859 році.

1852 року австрійський імператор Франц Йосиф I нагородив Фікельмона орденом Золотого руна, найпрестижнішого ордена Імперії.
У останні роки свого життя Фікельмон жив спочатку у своєму віденському палаці, а потім у своєму палаці у Венеції, де він помер у 1857 році у віці 81 року.

## Сім'я

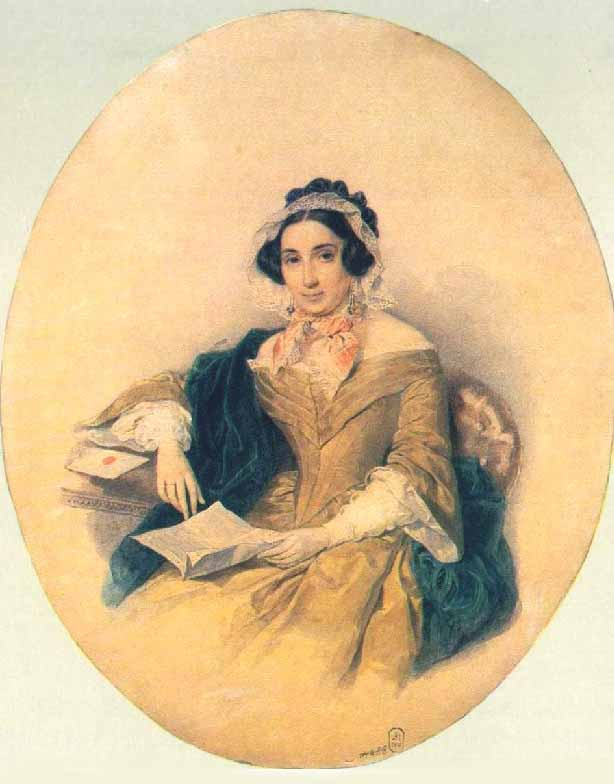
Портрет графині Доллі де Фікельмон, уродженої графині фон Тізенхаузен

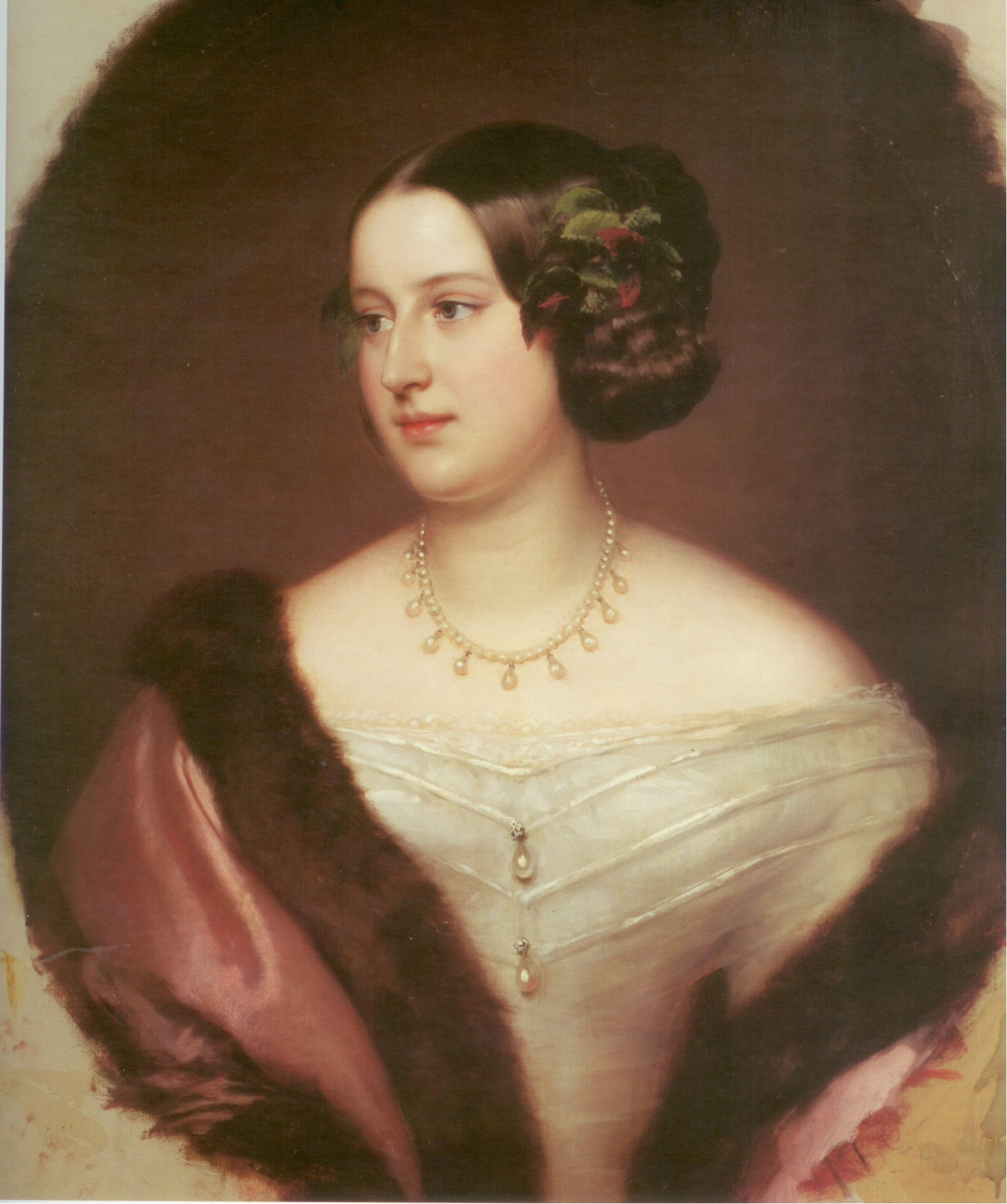
Портрет графині Елізабет-Александрін де Фікельмон, принцеси Кларі-Алдрінген

Внаслідок Французької революції родина Фікельмонів поширилася по Європі. За межами Австрії та Франції члени родини оселилися в Італії, Угорщині, Великій Британії та Нідерландах, де один із дядьків Чарльза-Луї, граф Антуан-Чарльз де Фікельмон (1753—1833), 16 липня 1822 року відновив титул графа де Фікельмона в голландському дворянстві.
У Чарльза-Луї було п'ять братів і сестер, з яких лише один мав спадкоємців: одну дівчинку та одного хлопчика. Його племінниця була Клотільда де Во (1815, Париж—1846, Париж), яка надихнула філософа Оґюста Конта на створення Релігії людства, організованої навколо публічного вшанування людства через Богиню, створену після неї. 1821 року 44-річний Фікельмон одружився з 17-річною графинею Доллі фон Тізенхаузен (1804, Санкт-Петербург — 1863, Венеція), онуці князя Михайла Кутузова. Графиня Доллі де Фікельмон була відома своєю красою, коли жила в Неаполі, відоме неаполітанське прислів'я використовувалося для вихваляння її зовнішності "Vedi Napoli, la Ficquelmont e poi muori ! « (» Побачити Неаполь, графиню Фікельмон і померти ! "). Графиня Доллі також була відома своїми листами та щоденником (перший був опублікований італійською та російською мовами в 1950 році), що розповідає про її життя як аристократки вищого класу в Європі 19-го століття.
У подружжя була лише одна донька, Елізабет-Александрін-Марі-Тереза де Фікельмон (1825, Неаполь — 1878, Венеція), у шлюбі графиня де Фікельмон за походженням і принцеса Кларі унд Олдрінген. Принц Зігфрід фон Кларі-Альдрінген (1848, Тепліц — 1929, Тепліц) і Манфред фон Кларі унд Альдрінґен (1852, Відень — 1928, Зальцбург) є онуками Фікельмона.

## Нагороди
- Кавалер ордена Золотого Руна
- Великий хрест ордена Святого Януарія

## Роботи
- Розвідка часу від 20 березня до 4 травня 1848 р. (нім. Aufklärungen über die Zeit vom 20 März bis zum 4 Mai, 1848) (друге видання, 1850 р.)
- Релігійна сторона східного питання (нім. Die religiöse Seite der orientalischen Frage) (друге видання, 1854)
- Німеччина, Австрія та Пруссія (нім. Deutschland, Österreich und Preußen) (1851)
- Лорд Палмерстон, Англія та континент (нім. Lord Palmerston, England und der Kontinent) (2 томи, 1852)
- Релігійна сторона східного питання (нім. Die religiöse Seite der orientalischen Frage) (1854)
- Політика Росії та Дунайські князівства (нім. Russlands Politik und die Donaufürstentümer) (1854)
- Про майбутній мир: д. моральне питання (нім. Zum künftigen Frieden: e. Gewissensfrage) (1856)
- Думки та морально-політичні роздуми графа де Фікельмона, державного міністра Австрії (нім. Pensées et réflexions morales et politiques du Comte de Ficquelmont, ministre d'état en Autriche) (1859)